# ジェイソン・ウォッシュバーン
ジェイソン・ウォッシュバーン（Jason Washburn, 1990年6月5日 - ）は、アメリカ合衆国のプロバスケットボール選手。ユタ州出身。ポジションはセンター。

## アマチュア選手時代
ウォッシュバーンは、故郷ミシガン州のBattle Creek Central High Schoolでの選手時代に同校を地区チャンピオンに導いている。ハイスクール時代(junior)には一試合平均17得点、8リバウンド、5ブロックを記録しており、最終学年(senior)には平均でダブルダブル、また２回のトリプルダブルを記録している。また同校のブロック数シーズン記録と、１試合あたりの最多ブロック数記録を有している。
高校卒業後はユタ大学に進学し、NCAA 1部のパシフィック12カンファレンスに所属する同校のUtah Utes men's basketballに所属し、123ゲームに70回のスターターとして出場し、1試合平均8.7得点、5リバウンド、1.3ブロック、22.4分間の出場を記録した 。大学3年次(junior)の2011-12シーズンには、１試合平均11得点、6.2リバウンド、1.4ブロックで、同校のトップスコアラーとなっている。

## プロ選手時代
2013年6月12日に、 ウクライナバスケットボール　スーパーリーグのCherkaski Mavpyと2013-14シーズンの契約をした。
なお、2013-14シーズン終了後のオフには、2014NBAサマーリーグにユタ・ジャズから参加している。Basic-Fit Brusselsでの2014–15シーズンは 27試合に出場し、平均出場時間は18.7分で平均8.9得点, 3.9リバウンド、0.8ブロックを記録した。
2015年9月15日にNBA　シャーロット・ホーネッツと契約したが、プレシーズンの４試合の出場だけで10月23日に解雇になった。
11月3日にコソボ　スーパーリーグのシガル・プリシュティナ と契約した。
2016年8月に、日本のBリーグに所属する横浜ビー・コルセアーズと契約した。2017-18シーズンも引き続き横浜ビー・コルセアーズでプレーしたが、同シーズン開幕直後に負傷を負い、アメリカでの治療のために横浜を退団した。
2018年8月21日にルーマニアのクルジュナポカと契約した。
2019年6月20日に、日本のBリーグに所属する横浜ビー・コルセアーズと再び契約したが、最初の公式戦となる9月14日のアーリーカップ宇都宮戦で腰椎椎間板ヘルニアを発症し、治療のため12月5日に退団が発表された。
2020年8月26日には、琉球ゴールデンキングスが契約したキム・ティリとドウェイン・エバンスがチームに合流するまでに限定した『外国籍選手追加契約ルール』を活用しての短期契約として琉球ゴールデンキングスに入団し、4試合に出場した後に退団した。
2020年11月4日には、新潟アルビレックスBBに入団した。

## 人物

### バスケットボールプレイヤーとしての特徴
- 自身のの特徴として、高身長(211cm)を活かしたプレーと、自分よりフィジカルの優れたプレイヤーとのマッチアップでも負けない訓練を積んできたことだと語っている[13]。

### その他
- 大学時代の専攻はマスコミュニニケーション学である[1]
- 小説を書くことが趣味[14]。

## 個人成績
| シーズン        | チーム | GP | GS | MPG  | FG%  | 3P%  | FT%  | RPG | APG | SPG | BPG | TO  | PPG  |
| --------------- | ------ | -- | -- | ---- | ---- | ---- | ---- | --- | --- | --- | --- | --- | ---- |
| Bリーグ 2016-17 | 横浜   | 51 | 37 | 26.5 | .576 | .500 | .742 | 7.1 | 1.2 | 0.6 | 0.7 | 1.9 | 14.8 |
| Bリーグ 2017-18 | 横浜   | 4  | 4  | 21.5 | .621 | -    | .706 | 5.8 | 1.0 | 0.2 | 0.8 | 2.5 | 12.0 |
| Bリーグ 2019-20 | 横浜   |    |    |      |      |      |      |     |     |     |     |     |      |